# Olios menghaiensis
Olios menghaiensis là một loài nhện trong họ Sparassidae.
Loài này thuộc chi Olios. Olios menghaiensis được miêu tả năm 1990 bởi Jia-Fu Wang & Zhang.